# Dominic Rieu
Dominic Christopher Henry Rieu, también conocido como D. H. C. Rieu (26 de octubre de 1916 - 29 de abril de 2008) fue un clasicista y traductor, hijo de Emile Victor Rieu.

## Biografía
Luego de haber asistido a la Highgate School, estudió Inglés y Literatura Clásica en el Queen's College de Oxford. Como parte del regimiento de West Yorkshire en 1941, fue herido en Keren (Eritrea) y recibió la Cruz Militar. También fue director de la Simon Langton Grammar School for Boys desde 1955 hasta 1977.
Rieu tradujo los Hechos de los Apóstoles para la serie Penguin Classics y junto a Peter Jones revisó las traducciones de la Ilíada y la Odisea realizadas E. V. Rieu. Si bien reconoció las «habilidades imponentes» de su padre, Rieu hizo correcciones sobre frases del griego, el desdén por los dioses sin nombre, el abuso de fórmulas y la prosa modernista. Además, conservó algunas frases y adjetivos vívidos de su padre.
Al retirarse, Rieu se asoció a la organización de caridad inglesa Samaritans y a la Cruse Bereavement Counselling. También escribió numerosos libros y artículos relacionados con su experiencia de vida en Subud.